# Gnaeus Pedanius Fuscus Salinator (consul en 61)
Pour les articles homonymes, voir Gnaeus Pedanius Fuscus Salinator.
Gnaeus Pedanius Fuscus Salinator (fl. 61) est un homme politique de l'Empire romain, actif au milieu du Ier siècle. Il n'est connu que par des inscriptions.

## Biographie
Il est membre de la gens plébéienne des Pedanii (en). D'après deux diplômes militaires datés du 2 juillet 61, il est consul suffect en 61 avec Lucius Velleius Paterculus comme collègue.
Il est le père de Gnaeus Pedanius Fuscus Salinator.